# Südwestdeutscher Zeitschriftenverleger-Verband
Der Südwestdeutsche Zeitschriftenverleger-Verband (SZV) wurde 1950 gegründet und war ein eingetragener Verein mit Sitz in Stuttgart. In dem Unternehmerverband haben sich Printverleger, Digitalfirmen und Dienstleister rund um die Zeitschriftenbranche organisiert. Er umfasste ca. 130 mittelständische Zeitschriftenverlage und war der größte der fünf Trägerverbände des Verbandes Deutscher Zeitschriftenverleger (VDZ) in Berlin. Seit dem 10. März 2022 firmiert der VDZ unter dem neuen Namen Medienverband der freien Presse (MVFP) und der SZV seitdem als Landesvertretung Südwest des MVFP.

## Aufgaben
Der Südwestdeutsche Zeitschriften-Verleger-Verband (SZV) vertrat die wirtschaftlichen, medienpolitischen, sozialen und kulturellen Interessen der Mitgliedsverlage in Baden-Württemberg, Hessen, Rheinland-Pfalz und dem Saarland und stellte seinen Mitgliedern zahlreiche Leistungen zur Verfügung. Diese beinhalteten u. a. Rechtsberatung, Brancheninformationen, Veranstaltungen mit Referenten sowie Interessenvertretung und Sozialpolitik.
Auf nationaler Ebene erfolgte die Zusammenarbeit mit dem Dachverband, dem Verband Deutscher Zeitschriftenverleger (VDZ).

## Aus- und Weiterbildung
Zusammen mit der Burda Journalistenschule, der Hochschule der Medien (HdM) in Stuttgart und der VDZ Akademie wurden umfassende Fort- und Weiterbildung für Journalisten und Medienschaffende im Wirkungsbereich des SZV angeboten. Diese werden nun von der Landesvertretung Südwest des MVFP fortgeführt.

## Vorstand
Erster Vorsitzender war seit 2019 Detlef Koenig. Die Geschäftsstelle leitete bis zum Jahr 2022 Sabine Fischer.